# Playing the Angel
A Playing the Angel a Depeche Mode 2005-ben megjelent, sorrendben tizenegyedik stúdióalbuma.

## Számok
1. A Pain that I’m Used to – 3:57
2. John the Revelator – 3:41
3. Suffer Well – 3:49
4. The Sinner in Me – 4:55
5. Precious – 4:10
6. Macro – 4:02
7. I Want it All – 6:09
8. Nothing’s Impossible – 4:21
9. Introspectre – 1:42
10. Damaged People – 3:28
11. Lilian – 4:44
12. The Darkest Star – 6:38

A Suffer Well, I Want it All és Nothing’s Impossible Dave Gahan/Christian Eigner/Andrew Phillpott szerzeménye, a többi számot Martin L. Gore írta.